# تشارلز روجرز
تشارلز روجرز (بالإنجليزية: Charles "Buddy" Rogers)‏ (و. 1904 – 1999 م) هو ممثل، وضابط، وعازف جاز، وممثل أفلام، من الولايات المتحدة الأمريكية، ولد في أولاث، توفي في رانتشو ميراج، ريفيرسيدي، كاليفورنيا، عن عمر يناهز 95 عاماً.

## التعليم
تعلم في جامعة كانساس.

## الخدمة العسكرية
خدم في بحرية الولايات المتحدة.

## جوائز
حصل على جوائز منها:
- جائزة جان هيرشلوت الإنسانية
- ممر الشهرة في هوليوود.

## وصلات خارجية
- تشارلز روجرز على موقع IMDb (الإنجليزية)
- تشارلز روجرز على موقع ميوزك برينز (الإنجليزية)
- تشارلز روجرز على موقع ميوزك برينز (الإنجليزية)
- تشارلز روجرز على موقع أول موفي (الإنجليزية)
- تشارلز روجرز على موقع قاعدة بيانات برودواي على الإنترنت (الإنجليزية)
- تشارلز روجرز على موقع قاعدة بيانات برودواي على الإنترنت (الإنجليزية)
- تشارلز روجرز على موقع قاعدة بيانات الأفلام السويدية (السويدية)
- تشارلز روجرز على موقع إن إن دي بي (الإنجليزية)
- تشارلز روجرز على موقع أول ميوزيك (الإنجليزية)
- تشارلز روجرز على موقع أول ميوزيك (الإنجليزية)